# استقلال (شهر)

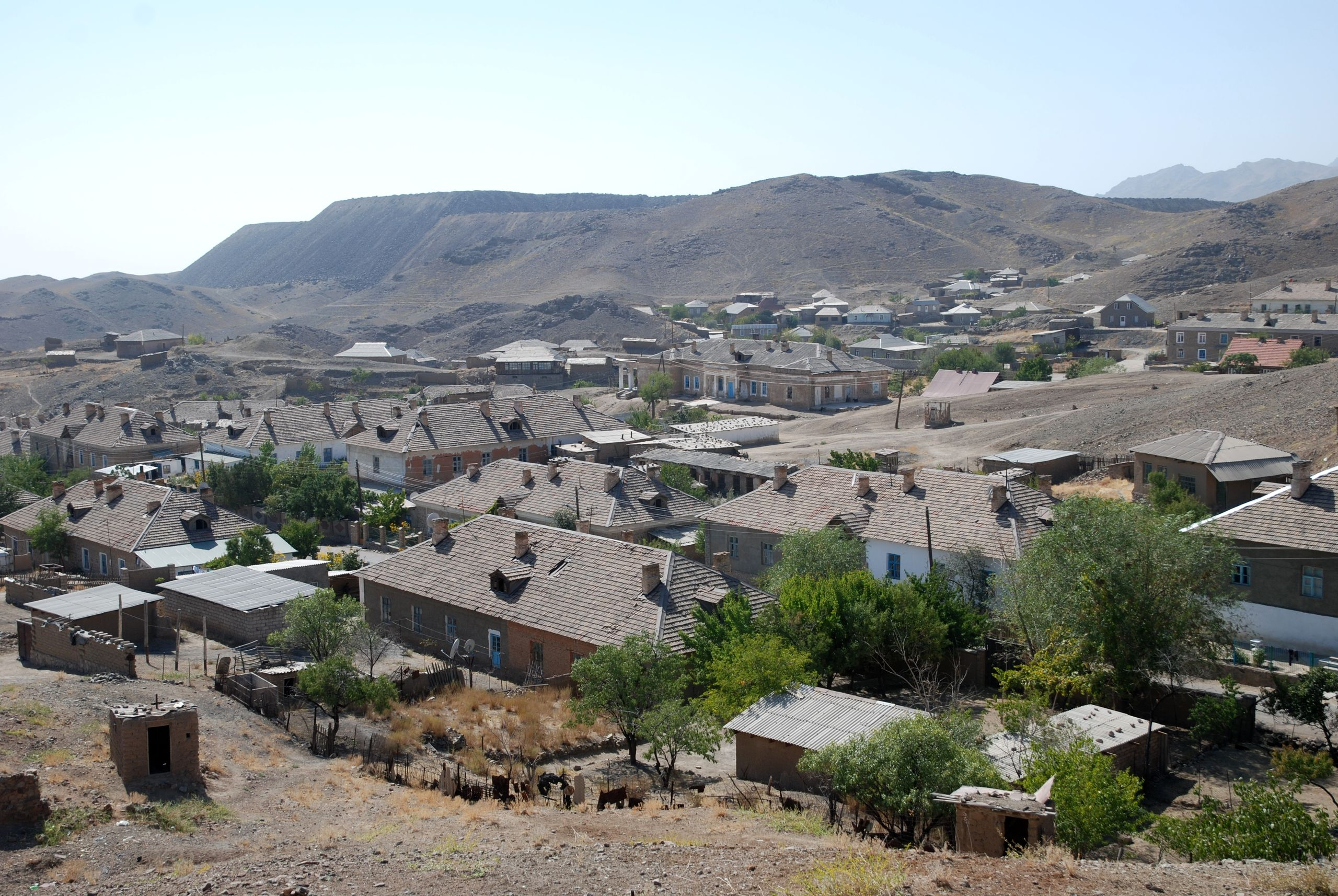
قسمت تاریخی شهر

استقلال (به تاجیکی: Истиқлол) که پیشتر تباشر (به تاجیکی: Табошар) خوانده می‌شد؛ شهری در ناحیه باباجان غفورف استان سغد کشور تاجیکستان است. جمعیت این شهر در تخمینی در سال ۲۰۰۷ برابر با ۱۲٬۷۰۰ نفر بود.